# Tesserodon howdeni
Tesserodon howdeni är en skalbaggsart som beskrevs av Renaud Maurice Adrien Paulian 1985. Tesserodon howdeni ingår i släktet Tesserodon och familjen bladhorningar. Inga underarter finns listade i Catalogue of Life.